# Images per orchestra
Images per orchestra è una suite in tre parti composta da Claude Debussy fra il 1905 e il 1912.

## Storia
Le Images per orchestra nacquero in realtà in versione per due pianoforti. Nel luglio 1903 Debussy aveva concordato con l'editore Durand la composizione di una serie di brani per due pianoforti che avrebbero dovuto far seguito alle due prime raccolte di Images; i titoli dei pezzi originariamente dovevano essere Ibéria, Gigue triste e Rondes. Nel 1905, quando il musicista iniziò a scrivere la partitura, Rondes venne sostituita da un brano intitolato Valse che ben presto mutò ancora in Rondes de printemps. 

Come spesso accadeva, Debussy tergiversò a lungo prima di terminare i tre brani, adducendo numerose scuse. Dopo molti ritardi riuscì a finire Ibéria il giono di Natale del 1908; Rondes de printemps fu conclusa dopo qualche giorno, ma rimaneggiata ancora fino a maggio. Gigue triste divenne Gigues, ma la composizione di quest'ultimo brano occupò Debussy ancora per parecchio tempo, preso com'era dall'ideazione di altre opere. Infine, nell'ottobre 1912, riuscì a terminare il pezzo, non senza un notevole sforzo di volontà, per riguardo all'impegno preso con Durand.
L'editore pubblicò la seconda e terza Images nell'aprile 1910, mentre Gigues vide le stampe nel dicembre 1913. La prima esecuzione dei brani avvenne in momenti diversi; Ibéria fu eseguita il 20 febbraio 1910 a Parigi, alla Société Nationale de Musique diretta da Gabriel Pierné; Rondes de printemps il 2 marzo 1910 alla Salle Gaveau con la direzione dell'autore. Tutto il ciclo completo venne poi eseguito il 26 gennaio 1913 ai Concerti Colonne con la direzione di Debussy.

## Struttura e organico orchestrale
- Gigues. Moderé (La bemolle maggiore)
 Organico: due ottavini, due flauti, due oboi, oboe d'amore, corno inglese, tre clarinetti, clarinetto basso, tre fagotti, quattro corni, quattro trombe, piatti, celesta, due arpe, archi.
- Ibéria. Assez animé, dans un rythme alerte mais précis (Sol maggiore)
  - 1. Par les rues et les chemins. Sevillana
  - 2. Les parfums de la nuit. Lent et rêveur
  - 3. Le matin d'un jour de fête 
 Organico: ottavino, tre flauti, due oboi, corno inglese, tre clarinetti, tre fagotti, controfagotto, quattro corni, tre trombe, tre tromboni, basso tuba, timpani, tamburello basco, tamburo militare, castagnette, piatti, due arpe, archi.
- Rondes de printemps. Modérément animé (Si bemolle maggiore) 
 Organico: tre flauti, due oboi, corno inglese, tre clarinetti, tre fagotti, controfagotto, quattro corni, timpani, triangolo, tamburello, piatti, celesta, due arpe, archi.

## Analisi
Debussy, scrivendo a Durand in relazione a queste nuove Images, confessò che vi erano diversi punti che lo impensierivano. La difficoltà maggiore stava, con tutta probabilità, nell'adattare la partitura dal timbro del pianoforte a quello di molteplici strumenti e, di conseguenza, nel realizzare una buona orchestrazione.
Gigues aveva in origine come titolo Gigue triste, denominazione probabilmente suggerita dal tema malinconico espresso dall'oboe d'amore. La difficoltà incontrata da Debussy nello scrivere questo breve pezzo, di soli sette minuti, stava nel fatto di aver voluto aggiungere all'Image spagnola di Ibéria e a quella francese di Rondes, una di ispirazione inglese. Il musicista ebbe in particolare problemi nello scegliere il carattere da dare alla sua composizione. L'ispirazione quasi certamente derivò da una canzone di Charles Bordes, autore che Debussy aveva conosciuto, scritta su versi di Paul Verlaine, Dansons la gigue, che a sua volta riprendeva un canto popolare britannico, The Keel Row; il musicista, a cui evidentemente il motivo piaceva molto, lo utilizzò in larga misura nel suo pezzo

Gigues fu scritta, come le altre Images, per due pianoforti e poi orchestrata; in questa seconda fase Debussy si avvalse della collaborazione di André Caplet, suo intimo amico e valente direttore d'orchestra.

Al primo motivo, nostalgico, affidato all'oboe d'amore in lunghe frasi che dialogano con quelle dei flauti, subentra un nuovo tema decisamente antitetico, basato su un ritmo più accentuato e veloce che ricorda in più riprese motivi di danza.
Ibéria è il più noto dei tre brani ed è, a sua volta, suddiviso in tre parti, quasi una suite nella suite.

Par les rues et les chemins. Debussy conosceva la Spagna solo attraverso le immagini delle cartoline, riuscì tuttavia a creare, come aveva già fatto con La soirée dans Grenade delle Estampes, un'immagine musicale vivissima di quella terra che avrebbe voluto visitare. Gli echi delle musiche suonati nelle strade dei villaggi si ritrovano in questo brano, anche se è evidente un certo richiamo a cliché stilistici già utilizzati da altri autori; i passi di Sevillana, come indicato in partitura, ripropongono echi di flamenco che connotano con colori vividi i suoni della Spagna con tutto il loro fascino.

Les parfums de la nuit ci riporta nell'incanto delle notti andaluse con le atmosfere coinvolgenti e i loro profumi.

Le matin d'un jour de fête rievoca la gente di un villaggio che danza per le vie in una mattinata festiva piena di allegria.
Rondes de printemps rievoca i girotondi dei fanciulli in un'atmosfera primaverile come vuole indicare l'epigrafe posta all'inizio della partitura: "Bienvenu soit le Mai avec son gonfalon sauvage" (Ben venga maggio e 'l gonfalon selvaggio dalla ballata di Agnolo Poliziano). Il brano, che Debussy definì "immatérielle", quasi fosse fatto di una musica inconsistente, presenta effettivamente una struttura estremamente leggera, molto lontana dalla musica sinfonica del tempo. La partitura scorre con motivi brevi più volte ripetuti e vengono riproposte le già utilizzate filastrocche infantili Dodo, l'enfant do e Nous n'irons plus aux bois.

Quando Debussy diresse la prima della suite nel 1913, i brani furono eseguiti in questo ordine che è quello della pubblicazione e che è generalmente rispettato. André Caplet però, dopo la morte dell'autore, volle dirigere le Images iniziando con Rondes de printemps, seguito da Gigues e con Ibéria come finale, ritenendo questo brano come quello di maggior peso e dare così una chiusura incisiva all'esecuzione della suite.